# Nied (Frankfurt nad Menem)
Nied, Frankfurt-Nied – 37. dzielnica (Stadtteil) miasta Frankfurt nad Menem, w Niemczech, w kraju związkowym Hesja. Należy do okręgu administracyjnego West.
W dzielnicy znajduje się przystanek kolejowy Frankfurt-Nied.